# カロリーナ・フォルタン
カロリーナ・フォルタン（Karolina Fortin、1991年6月17日 - ）は、日本将棋連盟に所属する女流棋士。女流棋士番号は59。ポーランド・ワルシャワ出身。片上大輔七段門下。史上初の外国人女流棋士。2023年引退。山梨学院大学経営情報学部卒業、同大学院社会科学研究科修了。改姓前の活動名はカロリーナ・クリスティーナ・ステチェンスカ（またはカロリナ・スティチンスカ、Karolina Krystyna Styczyńska）。

## 棋歴

### 女流3級になるまで
2008年、自身が愛読していたポーランド語に翻訳された『NARUTO -ナルト-』の登場人物奈良シカマルが指していた「ジャパニーズ・チェス」と訳された将棋について、チェスとは違い相手の駒を取ると自分の駒にできるのはなぜかと不思議に思い、インターネットで調べたのがきっかけで将棋に興味をもった。それから、下校後にインターネット将棋対戦サイト「81Dojo」で将棋を指すなど、1日5時間勉強した。「81Dojo」で彼女の指し手を見た女流棋士の北尾まどかは驚いたという。
- 母国にいた頃は、将棋人口はほとんど無いために、将棋をするために友人と将棋クラブを作り、カフェなどで対局を重ねていたが、その時は将棋盤など入手できず、木製のワイン箱を代用将棋盤にし、また駒は紙製の手製の駒で賄っていた[8]。

2011年、フランスで行われた国際将棋フェスティバルに出場し、女性では最高成績の4位となった。
2012年5月19日、海外招待選手として出場した第2期女流王座戦一次予選1回戦で女流棋士の高群佐知子を破り、女流棋士に初めて勝利した外国籍のアマチュア女性選手となった。
2013年5月18日、第3期女流王座戦一次予選1回戦で女流棋士の鹿野圭生を破り、対女流棋士2勝目を挙げた。
8日後の5月26日、研修会を受験。2回の例会で8局行われる試験の1回目で、結果は1勝3敗だった。6月23日、研修会試験の2回目を行った。結果は2勝2敗で、8局の結果は3勝5敗となり、研修会のC2クラスに合格した。これにより、外国籍の女性として初の研修会入会者となった。同年10月来日。
2014年7月、ハンガリーのブダペストで開催されたヨーロッパ将棋選手権2014において、ヨーロッパチャンピオンとワールドオープンチャンピオンの両部門をダブル制覇した。
2015年、第5期女流王座戦でアマチュア予選東日本大会を5連勝で通過し、1次予選では相川春香と伊奈川愛菓の女流棋士を降して2次予選に進出した。本戦入りすれば女流2級でのプロ入り権利を得られるところであったが、6月25日の女流王座戦2次予選決勝で中井広恵に敗れ、あと一歩のところで本戦入りとプロ入り権利を逃す。しかし3日後の6月28日、関東研修会例会で3勝1敗とし、直近9勝3敗の成績として、外国人で初めてとなる女流3級の資格を獲得。その後、資格申請を行い、同年10月1日付で関東所属の女流棋士3級として、将棋界初の外国人女流棋士となった。2年間で女流2級に昇級すると正式に女流棋士と認定される。

### 女流2級になるまで
女流3級での初対局は2015年12月2日、第43期女流名人戦予選1回戦で山口恵梨子に敗れ黒星スタートとなる。2016年に入り、第24期倉敷藤花戦でも初戦で敗れた。第38期女流王将戦では、予選1回戦でアマチュアに勝ち、女流3級になってからの公式戦初勝利を挙げる。続く2回戦でも高群佐知子に勝ち、女流2級まであと1勝としたが、3回戦の予選決勝では上田初美に敗れた。第6期女流王座戦一次予選でも2連勝して二次予選に進出し、中澤沙耶に勝てば女流2級であったが、敗れた。第2回女子将棋YAMADAチャレンジ杯、第10期マイナビ女子オープン、第28期女流王位戦では初戦で敗れ、女流3級1年目の成績は4勝7敗となり、女流2級昇級はならなかった。昇級には、女流3級2年目（2016年10月-2017年9月）の公式戦7棋戦で7勝をあげるか、それらの棋戦のいずれかで女流1級の条件を満たすことが必要となった。
2017年に入ると、第44期女流名人戦予選で安食総子、山田久美に連勝。女流2級となる同予選決勝進出まであと1勝とした。そして、2月20日、同予選準決勝で貞升南に勝って予選決勝進出を果たし、女流2級に昇級した。これにより日本将棋連盟に所属する初の外国籍の正規女流棋士となった。

### 女流プロ入り後
2017年3月9日、第44期女流名人戦予選決勝で勝てば、女流名人リーグ入りとともに女流初段への飛付昇段となるところだったが、石本さくらに敗れ、飛付昇段はならなかった。3月16日の第39期女流王将戦予選では、2回戦で勝ち、2016年度の勝ち星を8とした。同日の決勝で敗れ、この時点での女流1級昇級はならなかったものの、2016年度の成績は最終的に8勝8敗となり、「年度指し分け以上（7勝以上）」の昇級条件を満たし、4月1日付で女流1級に昇級した。
2017年度、第7期女流王座戦で初の本戦進出を果たす。2018年1月19日、第45期女流名人戦予選で、クイーン4冠で女流名人10期の清水市代から金星を挙げた。カロリーナから電話を受けて、直ちに棋譜を確認した師匠の片上大輔は、その将棋内容の素晴らしさに感嘆して下記のように述べ、『将棋世界』2018年4月号で4ページにわたって詳細に解説した。
2021年8月11日から公式戦を休場（新型コロナウイルス流行を機に、家族のいるポーランドへ帰国したことによる）。ポーランド帰国後も、ヨーロッパのアマ大会へのゲスト参加・指導対局などを通じて将棋の普及活動を行っている。
2022年8月26日付の結婚に伴い「フォルタン」姓となる。
2023年3月31日付、引退届提出により引退。引退の理由として「家庭の事情でヨーロッパに残ることになり、女流棋士を続けられなくなった」と公表している。

## 人物
- 振り飛車党で、力戦型を好む。北尾まどかによると連勝連敗型の棋士で、「波がある」と評している[7]。
- 双子の妹がいる。同様に漫画を愛好するが、自身とは対照的な性格で将棋には関心を持たなかった[7]。
- 対局が終わると、直ちに師匠の片上大輔に電話で結果報告する[19]。片上自身も、師匠の森信雄に対し、同じことを奨励会時代から10年間続けていた[19]。
- 将棋以外に好きな日本の文化は、漫画と和食。好きな和食は蕎麦と回転寿司で、「カレーと牛丼は自分で作れるようになりました」[27]。他に「ピエロギに似ている」という餃子も好物と述べている[7]。
- 2011年の夏、片上大輔・北尾まどか夫妻宅にホームステイさせてもらい、約2週間の「将棋留学」を行った。
- 来日して研修会に入会した2013年10月、山梨学院大学の聴講生となり[28]。2014年に同学経営情報学部3年に編入した[29]。女流3級となった2015年1月当時は、大学のある山梨県甲府市在住であり、電車で3時間余りを掛け将棋会館まで通っていた[7]。2016年3月、甲府大使に任命された[30][31]。2018年3月に山梨学院大学大学院社会科学研究科を修了して[3]、甲府市から東京都内に転居したが[32]、2018年4月現在も引き続き甲府大使を務めている[31]。
- 研修会で苦労したのは畳に正座で対局することで、最初は慣れるために詰将棋が解けるまで正座を続けるなどし克服した[7]。
- 好きな駒は、鮮やかに敵陣に切り込める「角」[33]。
- 2018年4月、「カロリーメイト」の大塚製薬と栄養スポンサー契約を結んだ[32]。管理栄養士による食事指導や、対局中の製品提供を受け、また、Webアニメ「すすめ、カロリーナ。」も公開された[32][34][35]。
- プロデビューが20代半ばと女流棋士にしては遅めのため年下の先輩（上段位）棋士が多く、その世代からは「カロちゃん」の愛称で呼ばれている。
- 英語圏に向けてインターネットでライブ配信を行っている[36]。
- 2020年にブラジルの将棋団体「Recanto do Shogi」がインターネット将棋大会を開催し、優勝者にはカロリーナと記念対局を行う権利が与えられた[37]。
- ポーランド帰国中の2021年11月、ヨーロッパ将棋選手権優勝の実績を有するジャン・フォルタン（フランス出身）との婚約を発表した[38]。その後、2022年8月26日付で結婚。「フォルタン」姓となり、以後の活動を「カロリーナ・フォルタン」（英文字表記はKarolina Fortin）で行なうと公表。夫のジャンもカロリーナと同様に漫画のNARUTOをきっかけに将棋に興味を持ったことを明かしている[39]。

## 昇段・昇級履歴
研修会
- 2013年06月23日 ： 関東研修会入会（C2クラス）[13][2][40]
- 2015年06月28日 ： 関東研修会C1クラス昇級 = 女流棋士仮資格[13][41]

女流棋士
- 2015年10月01日 ： 女流3級（女流棋士への資格申請書提出）[13]
- 2017年02月20日 ： 女流2級（女流名人戦予選決勝進出） = 女流棋士として正式プロ入り[2]
- 2017年04月01日 ： 女流1級（年度指し分け以上・7勝以上〈2016年度8勝8敗〉）
- 2021年04月01日 ： 女流初段（年度指し分け以上・8勝以上〈2020年度11勝11敗〉）
- 2023年03月31日 ： 引退（引退届による、女流通算36勝50敗）[42][注釈 3][注釈 4]

## 主な成績

### 女流棋士成績
| 女流タイトル戦       |                                                                  |
| - 白玲戦・女流順位戦 | - 通算5勝5敗、最高順位 C級14位（休場、第2期）                    |
| - 清麗戦             | - 通算3勝6敗、最高成績 予選0勝・再挑戦1勝（第1期、第2期、第3期） |
| - 女子オープン0      | - 通算3勝6敗、最高成績 予選1勝（第11期、第13期）                 |
| - 女流王座戦         | - 通算6勝6敗、最高成績 本戦0勝（第7期）                          |
| - 女流名人戦         | - 通算5勝6敗、最高成績 予選3勝（第44期）                         |
| - 女流王位戦         | - 通算3勝5敗、最高成績 予選3勝（第32期）                         |
| - 女流王将戦         | - 通算4勝6敗、最高成績 予選2勝（第38期）                         |
| - 倉敷藤花戦         | - 通算6勝6敗、最高成績 3勝（第28期）                             |
| 一般棋戦             |                                                                  |
| - 女流チャレンジ杯   | - 通算1勝4敗、最高成績 1勝（第5回）                              |

### 年度別成績
| 年度              | 対局数 | 勝数 | 負数 | 勝率   | (出典) |
| ----------------- | ------ | ---- | ---- | ------ | ------ |
| 2015年度          | 2      | 0    | 2    | 0.0000 | [ 45 ] |
| 2016年度          | 16     | 8    | 8    | 0.5000 | [ 46 ] |
| 2017年度          | 11     | 5    | 6    | 0.4545 | [ 47 ] |
| 2018年度          | 12     | 2    | 10   | 0.1666 | [ 48 ] |
| 2019年度          | 11     | 3    | 8    | 0.2727 | [ 49 ] |
| 2020年度          | 22     | 11   | 11   | 0.5000 | [ 50 ] |
| 2021年度          | 12     | 7    | 5    | 0.5833 | [ 51 ] |
| 2022年度          | 0      | 0    | 0    | -.---- | [ 52 ] |
| 通算成績          | 86     | 36   | 50   | 0.4186 | [ 42 ] |
| 2023年3月31日引退 |        |      |      |        |        |

### アマチュア時代の戦績
女流公式棋戦
アマチュア棋戦

## 出演

### テレビ
- 四神将棋（2017年10月13日、2018年4月13日 - 、BSフジ）
- じゅん散歩（2021年2月16日、テレビ朝日）[53]